# Jan Baleka
Jan Baleka (13. července 1929 Olomouc – 3. dubna 2023) byl český teoretik a historik výtvarného umění, zabývající se moderním českým a západoevropským malířstvím, sochařstvím a grafikou 20. a 21. století a česko-německými vztahy v umění.

## Život
V letech 1949–1953 studoval na filozofické fakultě Univerzity Palackého v Olomouci obory dějiny umění (V. Richter), estetika (prof. Bohumil Markalous) a filozofie (J. L. Fischer, J. Popelová). Obhájil rigorózní práci Zdeněk Kratochvíl a jeho vztahy k evropské grafice (1953).
Po absolutoriu spolupracoval s Památkovou správou Brno na soupisu památek severní Moravy. Od roku 1956 je členem Sdružení českých umělců grafiků Hollar.
V letech 1956–1963 byl ředitelem Krajské galerie v Hradci Králové (za jeho působení nesla název Oblastní galerie) a od roku 1963 odborným pracovníkem Ústavu teorie a dějin umění ČSAV. V letech 1964–1969 byl redaktorem výtvarné rubriky deníku Pochodeň a 1969–1971 šéfredaktorem měsíčníku Texty. V období 1967–1969 byl členem organizačního výboru Mezinárodního sochařského sympozia v Hořicích a kurátorem výstav v Alšově síni UB, od roku 1967 do roku 1973 spolupracovníkem České televize Praha. V letech 1976–1978 přednášel dějiny umění a estetiku na Pedagogické fakultě v Hradci Králové.
V roce 1983 emigroval do tehdejší Německé spolkové republiky. V letech 1984–1994 pracoval jako historik umění sbírek 20. století v Städlisches Museum Mülheim an der Ruhr.

## Dílo
Je autorem encyklopedií, monografií výtvarných umělců, katalogů a scénářů televizních filmů, kurátorem výstav a publicistou (články v časopisech Estetika, Umění ad.).

### Teoretické knihy
- Výtvarné umění. Výkladový slovník (malířství, sochařství, grafika), Academia Praha 1997, ISBN 80-200-0609-5
- 1999 Modř, barva mezi barvami, Academia Praha
- 2003 Anglicko-český slovník výtvarného umění, Academia Praha
- 2005 Vlevo a vpravo ve výtvarném umění, Academia Praha

### Monografie
Seznam publikací:
- 1961 Josef Heřman, Oblastní galerie Hradec Králové
- 1963 Ilustrace Zdenka Kratochvíla, Nakladatelství čs. výtvarných umělců Praha
- 1967 Vojtěch Sedláček, Kruh Hradec Králové
- 1967 Miloslav Holý, Kruh Hradec Králové
- 1968 Vladimír Komárek, Kruh Hradec Králové
- 1969 Josef Váchal, Kruh Hradec Králové
- 1969 Vladimír Tesař, Kruh Hradec Králové
- 1969 Josef Hašek, Východočeská galerie Pardubice
- 1970 Jiří Ščerbakov, Kruh Hradec Králové
- 1970 Ludmila Jandová, Kruh Hradec Králové
- 1971 František Bělohlávek, Profil Ostrava
- 1999 Vlastimil Beneš, Artes Praha
- 2004 Vladimír Preclík, Academia Praha
- 1987 Antologie umělců Porúří
- 1992 C. Altena
- 1993 W. Vogelsang
- 1994 W. Gilles
- 2012 Zdeněk Přikryl, Olomouc

### Televizní filmy (scénář, text)
Miloslav Holý, Vojtěch Sedláček, Bohuslav Reynek, Josef Čapek, Jaroslav Šváb, Stanislav Kolíbal, Vladimír Tesař, Vladimír Preclík, Vladimír Komárek ad.